# Sorio
Sorio är en kommun i departementet Haute-Corse på ön Korsika i Frankrike. Kommunen ligger i kantonen Le Haut-Nebbio som tillhör arrondissementet Bastia. År 2022 hade Sorio 129 invånare.

## Befolkningsutveckling
Antalet invånare i kommunen Sorio
Referens:INSEE